# 纳塔利娅·库久京娜
纳塔利娅·尤里耶芙娜·库久京娜（俄语：Наталья Юрьевна Кузютина，1989年5月8日—），俄罗斯女子柔道运动员，2010年世界柔道锦标赛女子52公斤级铜牌得主、2014年世界柔道锦标赛女子52公斤级铜牌得主、2016年夏季奥林匹克运动会女子52公斤级铜牌得主、2017年世界柔道锦标赛女子52公斤级铜牌得主、2019年世界柔道锦标赛女子52公斤级银牌得主。2022年底，她开始参加综合格斗比赛。